# Tamarin aux mains rousses
Saguinus midas · Tamarin à mains jaunes
 (novembre 2011).
Si vous disposez d'ouvrages ou d'articles de référence ou si vous connaissez des sites web de qualité traitant du thème abordé ici, merci de compléter l'article en donnant les références utiles à sa vérifiabilité et en les liant à la section « Notes et références ».
Espèce
Statut de conservation UICN

 LC  : Préoccupation mineure
Statut CITES
Le Tamarin aux mains rousses ou Tamarin à mains jaunes (Saguinus midas) est une espèce de singe du Nouveau Monde de la famille des Cebidae.

## Autres noms
Tamarin midas, tamarin à mains rousses. Golden-handed tamarin, red-handed tamarin. Sagüi-de-mão-dourada, sagüi preto de mãos amarelas (Brésil). Itaru (langue macuxi, Guyana).

## Description
Dos noir marbré de nombreux poils jaunâtres. Dessous noir. Queue noire. Les seules zones vraiment claires de son pelage sont les pieds et les mains dorés, orangés ou jaunes. Face et peau de l’adulte noires. Les jeunes ont parfois des zones pâles autour de la bouche et des yeux.
Corps 24 cm (de 22 à 28 cm). Queue 39 cm (de 33 à 44 cm). Poids 586 g (Mâle) et 432 g (Femelle). Cerveau : 10,4 g. Rapport longueur bras/jambes (x100) : 74. Caryotype : 2n = 46.

## Écologie et comportement

### Locomotion
Quadrupède. Lorsqu’il s’aventure sur les troncs en position verticale,il scrute nerveusement les alentours et bouge rapidement la tête. Il peut effectuer des bonds de 8 m. Des chutes intentionnelles d’une vingtaine de mètres jusqu’au sol ont été observées, sans provoquer de blessure. Fourrage entre 10 et 30 m de haut sur les arbres à petite couronne (moins de 15 m de diamètre) et se déplace sur des branches de 1 à 5 cm de diamètre).

### Alimentation
Frugivore-insectivore-exsudativore. Fruits, fleurs, bourgeons, nectar et beaucoup d'invertébrés (insectes, araignées, escargots). Petits vertébrés (lézards, grenouilles) tués d'une morsure à la tête. Marque une prédilection pour les sapotacées, les mimosacées, les burséracées et les guttifères. Consomme le nectar du parkia « oreille de singe » (Parkia pendula) et complète ce régime par la sève des arbres qu'il rencontre.

### Relations inter et intraspécifiques

#### Comportement basique
Diurne. Arboricole. Change de dortoir tous les 3 jours au maximum et le visite plusieurs heures avant de s’installer s’il ne l’a pas utilisé récemment (en Guyane française).

#### Comportement social
Il vit en groupe de 5-6 individus (de 2 à 12). 5,69 (P. naturel de Brownsberg, Surinam). Groupe multimâle-multifemelle, parfois groupe unimâle. Généralement polyandrie. Une seule femelle se reproduit.
La femelle alpha domine les autres membres. Coopération et tolérance prédominent largement sur les comportements agonistiques, même entre mâles reproducteurs.

#### Communication
- Communication orale : 8 vocalisations au moins, notamment des sifflements qui permettent de l’entendre avant de le voir. En cas d’alerte modérée, le groupe émet un concert de petits cris doux qui ressemblent à des pépiements d’oiseau, des grésillements de criquet et des coassements de grenouille. Le cri de contact est un ‘pi-pi-pi’ et le cri d’alarme anti-prédateur un ‘di-ah’.
- Communication visuelle : Les démonstrations de menace incluent le froissement du museau, des secouements de tête, l’exposition des dents et des appels puissants.
- Communication olfactive : Le territoire est marqué par le frottement de glandes circumanales sur les branches. Il intervient durant les démonstrations de menace, ainsi qu’avant et après l’accouplement.
- Communication tactile : Les individus sollicitent le grooming en s’allongeant sur une branche, la gorge exposée au toiletteur.

#### Prédateurs
Petits félins. Serpents. Rapaces, surtout la harpie huppée (Morphnus guianensis).

### Reproduction
Cycle œstral : 16 jours. L’accouplement est précédé de faux combats et de remuements de langues. La femelle met bas pour la première fois vers l’âge de 2 ans. Deux saisons des naissances, au printemps et en été. Deux faux jumeaux de 45 g chacun, parfois un seul bébé (25 % des cas), viennent au monde au bout de 140 à 168 jours de gestation. Ils sont transportés, protégés et soignés par les mâles peu de jours après leur naissance.
Sevrage vers 2-3 mois. Maturité sexuelle vers 16-20 mois.
Il peut vivre jusqu'à 16 ans (en captivité).

## Répartition et habitat

### Distribution géographique
Nord nord-est du continent sud-américain. Est du Guyana (à l’est du Rio Essequibo), Surinam, Guyane française et nord du Brésil (États du Roraima et d’Amapá). À l’ouest jusqu’au haut rio Negro (rios Casiquiare et Demini), au sud-ouest jusqu’au rio Cuieiras où il rencontre S. bicolor, au sud vers la rive gauche de l’Amazone où il rencontre S. martinsi, à l’est jusqu’à la façade atlantique de l’État d’Amapá, au nord jusqu’au rio Essequibo.

### Habitat
Dense forêt pluviale secondaires de la terra firme à tous les stades de régénération. Autour des marécages et le long des cours d’eau. Forêt ouverte avec de grands arbres. Lisière de forêt. Affectionne la forêt à grande canopée discontinue et évite la forêt inondable.

### Domaine et densité de population
De 34 à 39ha (RN des Nouragues, d’après Philip Kessler). Chevauche largement les domaines voisins. En défend les zones riches en lianes, donc riches en aliments et difficiles d’accès aux prédateurs. 11,3 individus/km² (RN de La Trinité), de 16,2 à 21,8/km² (forêts de la Counami) et 16,5/km² ou de 20 à 25/km² (RN des Nouragues), en Guyane française. 23,5/km² (Raleighvallen-Voltzberg, Surinam).

## Menaces
Avec le tamarin à selle (S. fuscicollis), il demeure le plus répandu et le plus commun de tous les callitrichidés.

## Conservation
Plus d’une trentaine de parcs nationaux et de réserves naturelles ont été créés au sein de sa distribution géographique. PN du mont Roraima, PN de Cabo Orange, PN de Tumucumaque, R. du Rio Trombetas, R. d’Uatumã, SE d’Anavilhanas, PE de Cuieiras, AP du Rio Urubuí, AP de Maroaga, SE du Rio Jarí, RB fédérale du lac Piratuba, PE de la Serra do Araçá (Brésil). P. naturel de Brownsberg, RN du Surinam central (incluant les RN de Tafelberg, de Eilerts de Haan Gebergte et de Raleighvallen-Voltzberg), RN de Wia-Wia (Surinam). PN de Kaieteur et peut-être R. de la forêt pluviale d’Iwokrama (Guyana). RN des Nouragues et RN de La Trinité (Guyane française).